# Vicariato apostólico de Jaén en Perú o San Francisco Javier
El vicariato apostólico de Jaén en Perú o San Francisco Javier (en latín: Vicariatus Apostolicus Giennensis in Peruvia seu Sancti Francisci Xaverii) es una circunscripción eclesiástica de la Iglesia católica en Perú. Se trata de un vicariato apostólico latino, inmediatamente sujeto a la Santa Sede. Desde el 11 de junio de 2014 su vicario apostólico es el obispo Alfredo Vizcarra Mori, de la Compañía de Jesús.

## Territorio y organización
El vicariato apostólico tiene 32 572 km² y extiende su jurisdicción sobre los fieles católicos de rito latino residentes en las provincias de Jaén y San Ignacio del departamento de Cajamarca y las provincias de Bagua y Condorcanqui del departamento de Amazonas. Está situado en la selva amazónica en la región fronteriza con Ecuador.
La sede del vicariato apostólico se encuentra en la ciudad de Jaén (o Jaén de Bracamoros), en donde se halla la Catedral de Nuestro Señor de Huamantanga.
En 2022 en el vicariato apostólico existían 20 parroquias.

## Historia
Como antecedentes durante la época colonial la presencia de la Compañía de Jesús en la región nororiental de la selva peruana se concentró en las Misiones de Maynas. La ciudad de Jaén no formaba parte de esas misiones que comenzaban al otro lado del Pongo de Manseriche. El actual territorio estuvo atendido pastoralmente por sacerdotes diocesanos y religiosos mercedarios.
Entre los años de 1637 a 1668 los jesuitas de Maynas utilizaron la ruta de Loja-Jaén de Bracamoros-río Marañón, evangelizando a las poblaciones de tránsito. Entre 1691 y 1695, Francisco Vica intentó la reducción de los jíbaros que habitaban en el actual distrito de Río Santiago.
La prefectura apostólica de San Francisco Javier del Marañón fue erigida el 11 de enero de 1946 mediante la bula In Orbis Catholici del papa Pío XII, obteniendo el territorio de las diócesis de Cajamarca y Chachapoyas y del vicariato apostólico de San Gabriel de la Dolorosa del Marañón (hoy vicariato apostólico de Yurimaguas).
En 1946 el Gobierno peruano encomendó esta misión a la Compañía de Jesús con la denominación de prefectura apostólica de San Francisco Javier del Marañón. La parte occidental, provincia de San Ignacio, fue segregada de la diócesis de Cajamarca, mientras que la oriental formada por los distritos de Imaza y Aramango ambos en la provincia de Bagua lo fue de la diócesis de Chachapoyas. Por último del vicariato apostólico de Yurimaguas fue segregada la provincia de Condorcanqui.
El 23 de enero de 1953 la prefectura apostólica se amplió incorporando parte de la provincia de Jaén, que pertenecía a la diócesis de Cajamarca, mediante el decreto Cum Excellentissimus de la Congregación de Propaganda Fide.
El 8 de junio de 1971 la prefectura apostólica fue elevada a vicariato apostólico con la bula Cum die undecimo del papa Pablo VI, sin la palabra Marañón en el nombre.
El 22 de noviembre de 1980 asumió su nombre actual compuesto (Jaén en Perú o San Francisco Javier) en virtud de otro decreto llamado Cum Excellentissimus de la Congregación para la Evangelización de los Pueblos.

## Estadísticas
Según el Anuario Pontificio 2023 el vicariato apostólico tenía a fines de 2022 un total de 500 500 fieles bautizados.
| Año                                                                             | Población            | Población | Población      | Sacerdotes | Sacerdotes    | Sacerdotes    | Bautizados por sacerdote | Diáconos permanentes | Religiosos | Religiosos | Parroquias |
| Año                                                                             | Bautizados católicos | Total     | % de católicos | Total      | Clero secular | Clero regular | Bautizados por sacerdote | Diáconos permanentes | Varones    | Mujeres    | Parroquias |
| ------------------------------------------------------------------------------- | -------------------- | --------- | -------------- | ---------- | ------------- | ------------- | ------------------------ | -------------------- | ---------- | ---------- | ---------- |
| 1949                                                                            | 15 948               | 25 000    | 63.8           | 5          |               | 5             | 3189                     |                      | 8          |            |            |
| 1965                                                                            | 90 000               | 100 000   | 90.0           | 16         | 1             | 15            | 5625                     |                      | 23         | 33         | 7          |
| 1968                                                                            | 90 000               | 105 000   | 85.7           | 20         |               | 20            | 4500                     |                      | 30         | 54         | 7          |
| 1976                                                                            | 182 000              | 192 000   | 94.8           | 27         | 2             | 25            | 6740                     |                      | 34         | 95         | 2          |
| 1980                                                                            | 206 000              | 217 000   | 94.9           | 27         | 7             | 20            | 7629                     |                      | 27         | 92         |            |
| 1990                                                                            | 443 000              | 482 000   | 91.9           | 32         | 11            | 21            | 13 843                   |                      | 30         | 93         | 24         |
| 1999                                                                            | 351 000              | 369 000   | 95.1           | 28         | 15            | 13            | 12 535                   | 1                    | 22         | 109        | 26         |
| 2000                                                                            | 345 723              | 363 023   | 95.2           | 31         | 18            | 13            | 11 152                   | 1                    | 22         | 117        | 26         |
| 2001                                                                            | 345 723              | 363 023   | 95.2           | 32         | 19            | 13            | 10 803                   | 1                    | 21         | 124        | 26         |
| 2002                                                                            | 373 800              | 415 302   | 90.0           | 29         | 16            | 13            | 12 889                   | 1                    | 21         | 132        | 26         |
| 2003                                                                            | 380 250              | 452 603   | 84.0           | 28         | 15            | 13            | 13 580                   | 1                    | 21         | 124        | 28         |
| 2004                                                                            | 373 800              | 480 257   | 77.8           | 27         | 13            | 14            | 13 844                   | 1                    | 22         | 128        | 29         |
| 2010                                                                            | 403 900              | 519 201   | 77.8           | 36         | 18            | 18            | 11 219                   | 1                    | 26         | 116        | 24         |
| 2014                                                                            | 455 000              | 543 500   | 83.7           | 32         | 17            | 15            | 14 218                   | 1                    | 21         | 96         | 28         |
| 2017                                                                            | 469 980              | 561 950   | 83.6           | 31         | 16            | 15            | 15 160                   | 1                    | 19         | 79         | 18         |
| 2020                                                                            | 488 640              | 584 350   | 83.6           | 35         | 22            | 13            | 13 961                   |                      | 19         | 62         | 20         |
| 2022                                                                            | 500                  | 598 000   | 83.7           | 37         | 24            | 13            | 13 527                   |                      | 19         | 62         | 20         |
| Fuente: Catholic-Hierarchy, que a su vez toma los datos del Anuario Pontificio. |                      |           |                |            |               |               |                          |                      |            |            |            |

## Episcopologio
Todas los obispos:
.

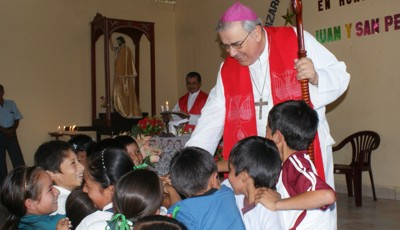
El vicario apostólico Santiago María García de la Rasilla Domínguez junto a niños de una comunidad cristiana

- Ignacio García Martín, S.I. † (11 de julio de 1946-1958 renunció)
- José Oleaga Gueréquiz, S.I. † (23 de octubre de 1959-1961 falleció)
- Juan Albacete Sáiz, S.I. † (7 de noviembre de 1961-4 de diciembre de 1962 falleció)
- Antonio de Hornedo Correa, S.I. † (6 de agosto de 1963-9 de julio de 1977 nombrado obispo de Chachapoyas)
- Augusto Vargas Alzamora, S.I. † (8 de junio de 1978-23 de agosto de 1985 renunció)
- José María Izuzquiza Herranz, S.I. † (30 de marzo de 1987-21 de noviembre de 2001 retirado)
- Pedro Ricardo Barreto Jimeno, S.I. (21 de noviembre de 2001-17 de julio de 2004 nombrado arzobispo de Huancayo)
- Santiago María García de la Rasilla Domínguez, S.I. † (11 de noviembre de 2005-11 de junio de 2014 retirado)
- Gilberto Alfredo Vizcarra Mori, S.I., desde el 11 de junio de 2014 - 10 de febrero 2025 nombrado arzobispo de Trujillo)